# Теоретическая информатика
Теоретическая информатика — это научная область, предметом изучения которой являются информация и информационные процессы, в которой осуществляется изобретение и создание новых средств работы с информацией. Это подразделение общей информатики и математики, которое сосредотачивается на более абстрактных или математических аспектах вычислительной техники и включает в себя теорию алгоритмов.
Как любая фундаментальная наука, теоретическая информатика (в тесном взаимодействии с философией и кибернетикой) занимается созданием системы понятий, выявлением общих закономерностей, позволяющих описывать информацию и информационные процессы, протекающие в различных сферах (в природе, обществе, человеческом организме, технических системах).
Не просто точно описать рамки данной теории. ACM SIGACT (англ. Association for Computing Machinery Special Interest Group on Algorithms and Computation Theory), подгруппа ACM, описывает науку, как поддержку теоретической информатики и отмечает:
Область теоретической информатики толкуется широко и включает в себя алгоритмы, структуры данных, теорию сложности вычислений, распределённые вычисления, параллельные вычисления, СБИС (сверхбольшая интегральная схема), машинное обучение, вычислительную биологию, вычислительную геометрию, теории информации, криптографию, квантовый компьютинг, теорию чисел, алгебру и теорию вычисления (символьные вычисления), семантику и верификацию языков программирования, теорию автоматов, а также теории случайных процессов. Работа в этой области часто отличается акцентом на математической технике и строгости.
К этому списку научный журнал «ACM Transactions on Computation Theory» (TOCT) также добавляет теорию кодирования, теорию вычислительного обучения и аспекты теоретической информатики в таких областях, как базы данных, информационный поиск, экономические модели и сети. Несмотря на такую широкую сферу деятельности, теоретики информатики отличают себя от практиков. Некоторые характеризуют себя как тех, кто делает «более фундаментальный научный труд, что лежит в основе области вычислительной техники». Другие же «теоретики-практики» настаивают, что невозможно отделить теории от практики. Это означает, что теоретики регулярно используют экспериментальную науку, которая выполняется в менее теоретических областях, таких как исследование систем программного обеспечения.